# Tonje Nøstvold
Tonje Nøstvold Lunde (* 7. Mai 1985 in Stavanger, Norwegen; geborene Tonje Nøstvold) ist eine ehemalige norwegische Handballspielerin. Sie spielte zuletzt beim norwegischen Verein Sola HK und gehörte dem Kader der norwegischen Handballnationalmannschaft an.

## Karriere
Nøstvold begann das Handballspielen mit sieben Jahren in Hundvåg. Nachdem die Linkshänderin anschließend für Sola HK aktiv gewesen war, wechselte sie 2005 zu Byåsen IL. Mit Byåsen stand sie 2007 im Finale des Europapokals der Pokalsieger, scheiterte dort jedoch am rumänischen Vertreter CS Oltchim Râmnicu Vâlcea. Ab 2008 ging Nøstvold für den dänischen Erstligisten FC Midtjylland Håndbold auf Torejagd, mit dem sie 2011 den EHF-Pokal und die Meisterschaft gewann. Ab dem Sommer 2011 ging sie wieder für Byåsen auf Torejagd. Im November 2014 gab sie ihre Schwangerschaft sowie das Ende ihrer Profikarriere bekannt. Im Januar 2016 gab sie ihr Comeback für Sola HK. Nachdem Nøstvold, die im Sommer 2018 dem Fußballspieler Christoffer Midbøe Lunde heiratete, im Oktober 2018 erneut schwanger wurde, beendete sie ihre Karriere.
Nøstvold absolvierte 183 Partien für die norwegische Auswahl. Mit dem norwegischen Team gewann sie 2006, 2008 und 2010 die Europameisterschaft. Bei der Weltmeisterschaft 2007 in Frankreich wurde sie Vizeweltmeisterin. Ein Jahr später holte sie sich bei den Olympischen Spielen die Goldmedaille. Sie gehörte zum Aufgebot ihres nationalen Verbandes bei der Weltmeisterschaft 2009 in China. Sie nahm ebenfalls an der Weltmeisterschaft 2011 in Brasilien teil, wo Norwegen den WM-Titel gewann. Im Sommer 2012 nahm sie an den Olympischen Spielen in London teil und wurde dort Olympiasiegerin. Die Norwegerin nahm weiterhin an der Weltmeisterschaft 2013 teil.
Nøstvold gehört dem Trainerteam der zweiten Damenmannschaft von Sola HK an.